# Femke Heemskerk
Femke Heemskerk (* 21. September 1987 in Roelofarendsveen) ist eine niederländische Schwimmerin, die bei internationalen Meisterschaften zahlreiche Medaillen über die kurzen Freistilstrecken und mit niederländischen Staffeln gewann.

## Werdegang

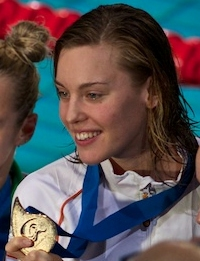
Femke Heemskerk bei den Kurzbahneuropameisterschaften 2010

Ihre Spezialität ist das Freistilschwimmen. Seit 2007 feiert sie internationale Erfolge. Ihr größter Einzelerfolg ist die Goldmedaille über 100 m Freistil bei den Kurzbahnweltmeisterschaften 2014 in Doha. Sie ist außerdem Teil der überaus erfolgreichen niederländischen 4 × 100-m-Freistilstaffel, mit der sie Weltmeisterin 2009 und  2011 sowie Europameisterin 2008 und 2016 wurde. Bei Kurzbahnweltmeisterschaften gewann sie sechs Staffel-Goldmedaillen.

## Rekorde

### Persönliche Rekorde

#### Zeichenerklärung
- NR – niederländischer Rekord

#### Langbahn
- 50 m Freistil – 00:26,51 (3. Dezember 2006 in Eindhoven)
- 100 m Freistil – 00:54,53 (8. Juni 2008 in Eindhoven)
- 200 m Freistil – 01:57,86 NR (6. Juni 2008 in Eindhoven)
- 100 m Rücken – 01:02,65 NR (7. Juni 2008 in Eindhoven)
- 200 m Lagen – 02:15,52 NR (5. Juni 2008 in Eindhoven)

#### Kurzbahn
- 50 m Freistil – 00:25,40 (7. November 2007 in Amersfoort)
- 100 m Freistil – 00:51,66 (19. Oktober 2014 in Aachen)
- 200 m Freistil – 01:54,65 NR (13. April 2008 in Manchester)
- 100 m Rücken – 00:59,71 (5. April 2008 in Amsterdam)
- 100 m Lagen – 00:58,96 NR (18. Oktober 2014 in Aachen)
- 200 m Lagen – 02:09,84 NR (5. April 2008 in Amsterdam)

### Internationale Rekorde
| Weltrekorde (2)                                                       | Weltrekorde (2) | Weltrekorde (2) | Weltrekorde (2) |
| --------------------------------------------------------------------- | --------------- | --------------- | --------------- |
| 4 × 100 m Freistil (mit Dekker, Kromowidjojo und Veldhuis)            | 03:31,72 min    | 26. Juli 2009   | Rom             |
| 4 × 200 m Freistil (Kurzbahn) (mit Dekker, Veldhuis und Kromowidjojo) | 07:38,90 min    | 9. April 2008   | Manchester      |
| (Stand: 7. August 2010)                                               |                 |                 |                 |